# Georges Gasté

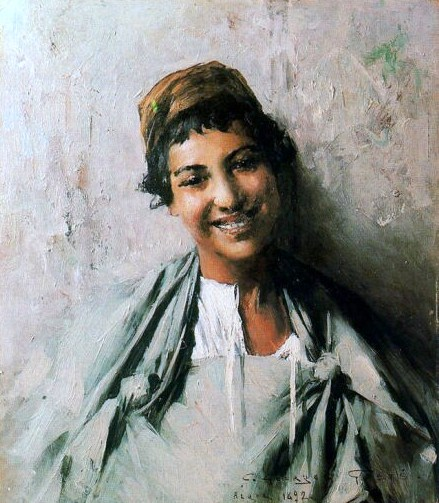
Fille souriant. Huile, vor 1910

Georges Gasté, eigentlich Constant Georges Gasté, (* 30. August 1869 in Paris; † 1910 in Madurai, Britisch-Indien) war ein französischer Maler. 

## Leben
Gasté war ein Sohn des Kunsthändlers Henri Gasté (1845–1871); sein Großvater war der Kunsthändler Pierre Gasté (1820–1884). Ausgebildet wurde Gasté an der École des Beaux-Arts in Paris, seine Lehrer waren u. a. Alexandre Cabanel und Raphaël Collin. Er begeisterte sich schon früh für den Orientalismus. 
Anregungen gewann er aus seinen regelmäßigen Studienreisen, die er ab 1892 nach und durch Nordafrika bis nach Palästina. Auf seiner letzten Reise, die in nach Südindien führte, erkrankte er und starb mit ca. 41 Jahren in Madurai.

## Werke (Auswahl)
- Étude d’Arabes au soleil. 1897.
- Les bain des Brahmines à Madura. 1910.
- Jeune fille de Bou-Saâda. 1908/09.
- L’etang du lys d’or, Madura.
- Nature morte aux légumes et au plateau de frommages.